# Kada Alajos
Szentpéteri Kada Alajos (Budapest, 1882. december 10. – Mozsgó, 1967.) festőművész.

## Életútja
A budapesti mintarajziskolában, majd Benczúr Gyula mesteriskolájában tanult. Fiatal korában gyakran dolgozott Velencében és a Tátrában, Főleg arc és tájképeket festett. A Levél, Virágzó akácok és Őszi reggel c. olajfestményei az 1930-as években a főváros tulajdonát képezték. Felesége turonyi Biedermann Margit (1888–1983) révén került Mozsgóra, időskorában itt és Fonyódon készítette műveit. Minden évszakot ábrázolt képein. Mozsgón az Aranyost, Fonyódon a Badacsonyt is megörökítette. Képeinek egy részét a második világháborúban az oroszok máglyára rakták és meggyújtották. 1952-ben a családnak a kastélyt el kellett hagynia, s átköltözek az uradalmi kertész házába, ahol Kada Lajos haláláig dolgozott. A mozsgói temetőben helyezték nyugalomra.